# Miquel Cazaña
Miquel Cazaña Llagostera (Barcelone, 21 septembre 1980) est un peintre et illustrateur espagnol, petit-fils du peintre Carmen Gandía (Barcelone, 1923 – Olot, 2001).
Il est diplômé en illustration à l'École Massana de Barcelone et a illustré des livres pour les jeunes et les adultes, les pochettes d'albums et de menus pour les restaurants. Selon le critique d'art Marta Teixidó, son style de peinture est figurative, réaliste et lumineux, avec une solide base académique et une gamme de couleurs élaborée.
Spécialiste pour amener l'art au peuple, il a exposé dans des espaces alternatifs tels que les hôpitaux, les hôtels, les restaurants, les centres civiques.
Fruit de ses voyages au Maroc et en Inde sont l'exposition Hommage au Maroc, exposé dans les hôtels Eurostars ou à El Corte Inglés, et l'exposition Hommage à l'Inde, présenté en 2014 à l'Académie des Beaux-Arts de Sabadell. 
En mars 2016, il a présenté à Barcelone son dixième exposition de peinture, intitulée Paysages de l'âme.

## Livres illustrés
- La llegenda del rei errant, écrit par Laura Gallego García, Cruïlla, 2006
- De Barcelona al Món, écrit par Pau Mota, Tabelaria, 2007
- MÍRIAM. De somiatruites a rodamón, écrit par Ruth Rodriguez Queralt, Pol•len, 2013
- El Comú Català, écrit par David Algarra, Potlacht, 2015